# María Eugenia Rodríguez Palop
Pour les articles homonymes, voir Palop.
María Eugenia Rodríguez Palop, née le 9 mars 1970 à Llerena (Badajoz, Estrémadure), est une juriste et femme politique espagnole. Initialement professeure de philosophie du droit à l'université Charles-III de Madrid, spécialisée dans les droits humains, elle est députée européenne de 2019 à 2024.

## Biographie
Née le 9 mars 1970 à Llerena (province de Badajoz),,, elle est a deux sœurs, l'une est responsable communication de la direction générale du tourisme de la Junte d'Estrémadure, l'autre correspondante de TVE à Paris.

### Formation et parcours professionnel
Elle est diplômée en droit de l'université Pontificia Comillas en 1993 et obtient un doctorat dans la même spécialité à l'université Charles-III de Madrid ( UC3M) en 2000.
Elle a travaillé comme professeure dans ces deux universités, d'abord à la faculté de droit de la première de 1998 à 2004, puis à la UC3M depuis 2005, comme professeure de philosophie du droit à l'université Charles-III de Madrid,, elle est spécialisée dans les droits humains.
María Eugenia Rodríguez Palop est chercheuse à l'Institut des études de genre et de l'Institut des droits humains Bartolomé de las Casas de la UC3M, dont elle a aussi été directrice-adjointe jusqu'en 2018. Elle est de plus responsable des relations internationales de cet institut, au sein duquel elle a aussi porté la Chaire Unesco « Violence et droits humains : gouvernement et gouvernance », la Chaire « Antonio Beristain » d'études sur le terrorisme et ses victimes, ainsi que le Groupe d'études féministes.

### Parcours politique

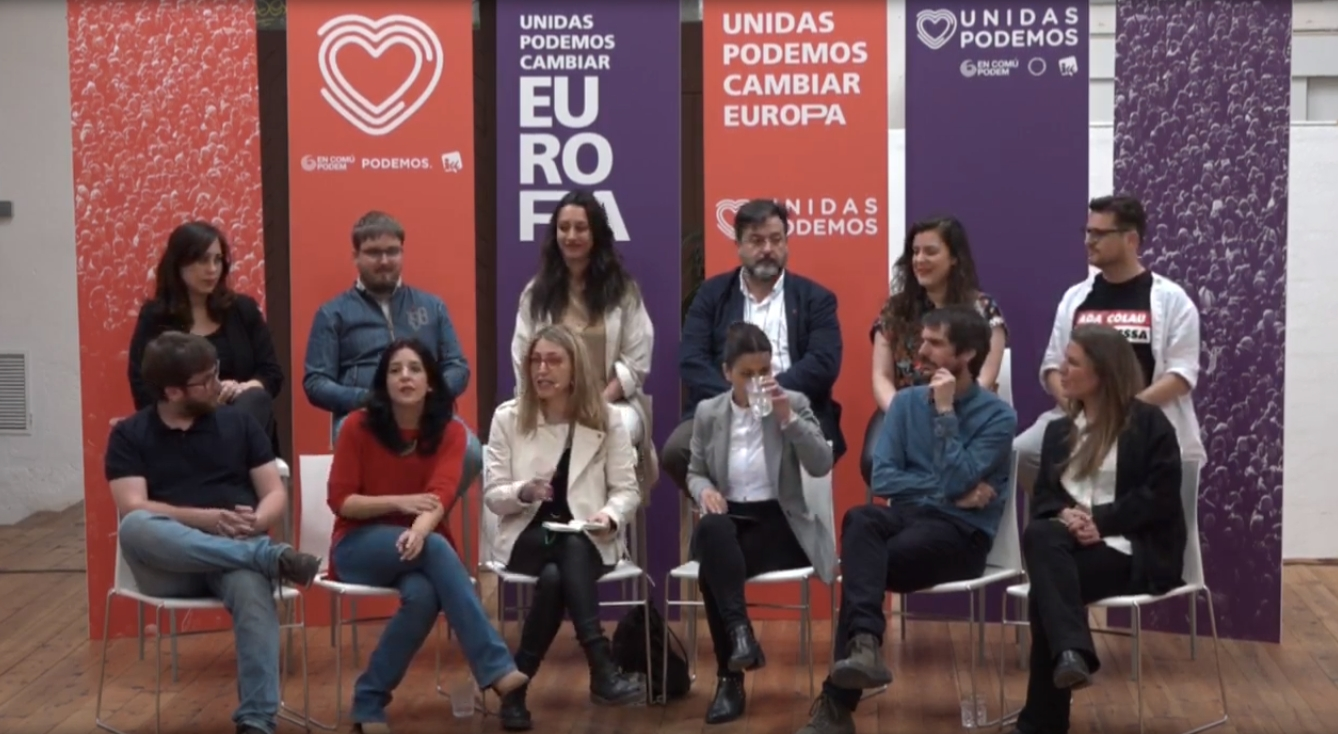
Présentation de la candidature d'Unidas Podemos Cambiar Europa pour les élections européennes de 2019.

Elle se décrit comme féministe et écologiste, et a été un des 60 universitaires signataires en juin 2018 d'un manifeste réclamant une réforme de la Constitution espagnole pour stimuler un « projet politique fédéral ».
En mars 2019, après l'annonce du renoncement de Pablo Bustinduy à mener la liste de la coalition Unidas Podemos Cambiar Europa pour les élections au européennes de 2019 en Espagne, Podemos et Bustinduy annoncent que Palop, en tant qu'indépendante, occuperait la tête de liste pour cette candidature. Elle est élue à l'issue de ces élections.

## Publications
- (es) María Eugenia Rodríguez Palop, La nueva generación de derechos humanos. Origen y justificación, Madrid, Dykinson, 2002 (2002). María Eugenia Rodríguez Palop, La nueva generación de derechos humanos. Origen y justificación, Madrid, Dykinson, 2002 Madrid: Dykinson.
- (es) María Eugenia Rodríguez Palop, Claves para entender los nuevos derechos humanos, Madrid, Catarata, 2011 (2011).
- (es) María Eugenia Rodríguez Palop, Revolución feminista y políticas de lo común frente a la extrema derecha, Icaria, 2019.